# Бортнево (городской округ Домодедово)
Бортнево — деревня в Московской области, расположенная в границах городского округа Домодедово. Деревня относится к Угрюмовскому сельскому округу.
Численность населения по данным 2005 года — 12 жителей. Почтового отделения в деревне нет, ближайшее почтовое отделение находится в селе Добрыниха.

## Садоводство и огородничество
Постоянное население деревни небольшое. Население значительно увеличивается в летний сезон за счёт дачников. В деревне развито садоводство и огородничество. В Бортнево 7 садоводческих некоммерческих товариществ: «Бортнево», «Домодедовец», «Новь», «Вымпел», «Бугорок», «Культура» и «Надежда-2», а также одно садоводческое товарищество «Даль».
Из этих садоводческих товариществ примечательно садоводческое некоммерческое товарищество «Домодедовец», которое занимается выращиванием хмеля и растений, используемых в парфюмерии и фармакологии.